# Murasso
Murasso é uma vila da Comuna rural de Zebala, na circunscrição de Cutiala, na região de Sicasso ao sul do Mali.

## História
Em 1889, foi atacada e destruída pelo fama Tiebá Traoré (r. 1866–1893) do Reino de Quenedugu.